# Matthias Plachta
Matthias Plachta (* 16. Mai 1991 in Freiburg im Breisgau) ist ein deutscher Eishockeyspieler, der seit Juni 2016 erneut bei den Adlern Mannheim aus der Deutschen Eishockey Liga (DEL) unter Vertrag steht und dort auf der Position des Stürmers spielt. Bevor Plachta eine Spielzeit in der American Hockey League (AHL) verbrachte, war er bereits einmal für fünf Spielzeiten bei den Adlern aktiv, mit denen er in den Jahren 2015 und 2019 die Deutsche Meisterschaft gewann. Sein Vater Jacek Płachta war ebenfalls professioneller Eishockeyspieler.

## Karriere

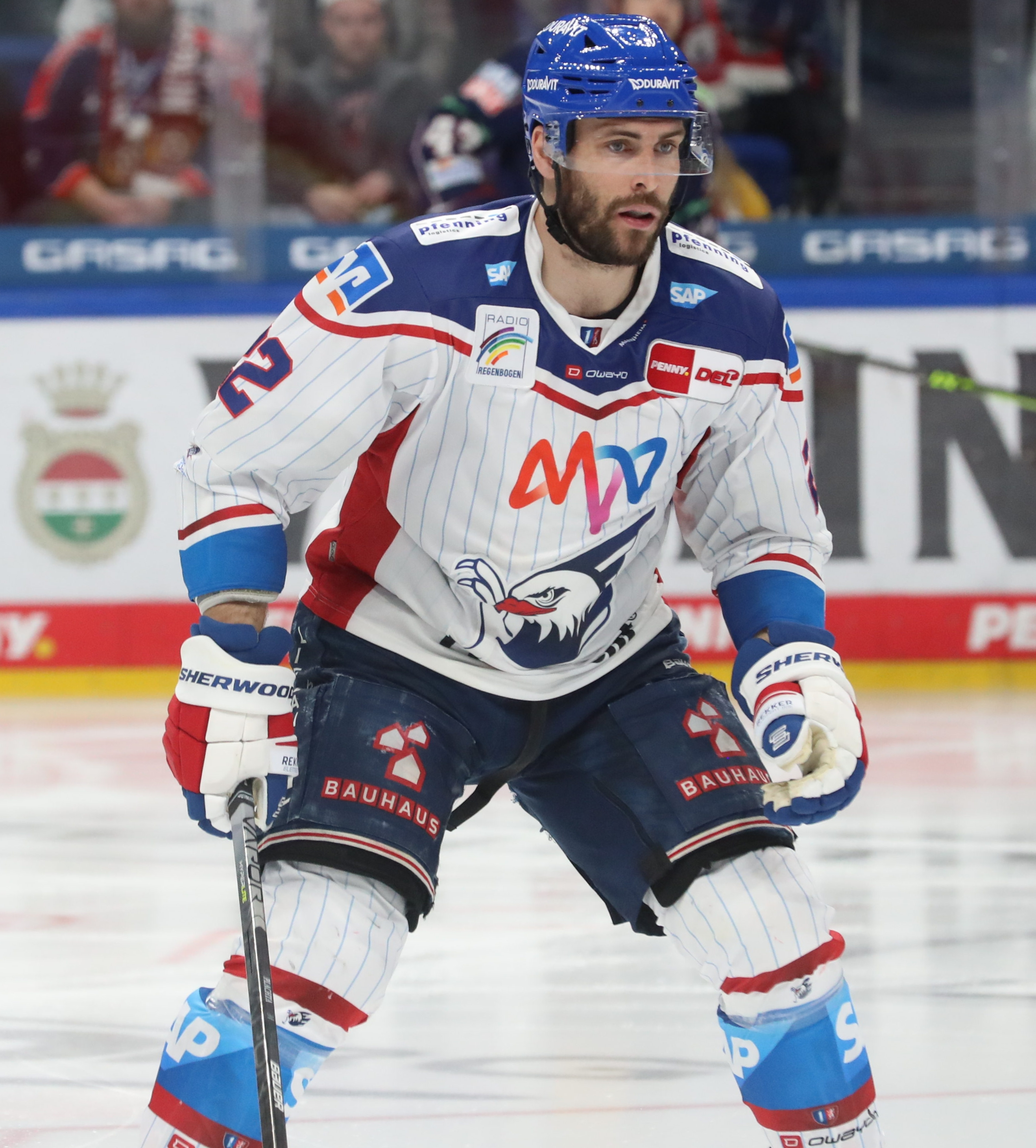
Plachta im Trikot der Adler Mannheim (2022)

Plachta spielte zunächst für die Jungadler, das Nachwuchsteam der Adler Mannheim, in der Deutschen Nachwuchsliga (DNL). Ab der Saison 2008/09 erhielt der Stürmer schließlich aufgrund einer Förderlizenz auch erste Einsätze beim Mannheimer Kooperationspartner Heilbronner Falken in der 2. Bundesliga, mit denen er das Playoff-Viertelfinale erreichte.
Von 2009 an besaß der gebürtige Freiburger einen Profivertrag bei den Adler Mannheim, war aber aufgrund der Förderlizenz auch weiterhin für die Heilbronner Falken spielberechtigt. In der Saison 2011/12 gewann er mit den Adlern die Vizemeisterschaft. Nachdem der Stürmer in der Saison 2014/15 mit der Mannschaft Deutscher Meister geworden war, wechselte er im Mai 2015 zu den Arizona Coyotes in die National Hockey League (NHL) und unterschrieb dort einen Einjahresvertrag. Kurz vor Saisonbeginn wurde Plachta zum Farmteam Springfield Falcons in die American Hockey League (AHL) geschickt.
Nach einem knappen halben Jahr in der Organisation der Coyotes, bei dem Plachta ausschließlich in der AHL zum Einsatz gekommen war, wurde der Angreifer mitsamt eines erfolgsabhängigen Siebtrunden-Wahlrechts für den NHL Entry Draft 2017 an die Pittsburgh Penguins abgegeben, die im Gegenzug Sergei Plotnikow nach Arizona schickten. Plachta absolvierte in der Saison 2015/16 insgesamt 46 AHL-Partien für die Springfield Falcons sowie 30 für die Wilkes-Barre/Scranton Penguins. Sein Ziel, den Sprung in die NHL zu schaffen, verpasste er. Daher entschloss er sich zur Rückkehr nach Deutschland und erhielt Ende Juni 2016 wieder einen Vertrag bei den Adlern Mannheim. In den folgenden Jahren gehörte der Deutsche mit 30 bis 40 Scorerpunkten stets zu den besten Punktesammlern des Mannheimer Kaders. Sein Vertrag wurde folglich immer wieder – zuletzt bis zum Sommer 2026 – verlängert.

### International
Für die deutsche U18-Nationalmannschaft bestritt Matthias Plachta die U18-Junioren-Weltmeisterschaft 2009, bei der er mit drei Toren und zwei Assists hinter seinem Vereinskollegen Marc El-Sayed zweitbester Scorer der Mannschaft wurde, den Abstieg der DEB-Auswahl aber nicht verhindern konnte. Seit 2009 war er Stammspieler der deutschen U20-Auswahl und nahm mit dieser an der U20-Junioren-Weltmeisterschaft der Division I 2010 teil. Dabei gelangen ihm in fünf Partien zwei Tore und fünf Assists, womit er gemeinsam mit dem Dänen Mark Mieritz zweitbester Vorbereiter hinter dessen Landsmann Alexander Jensen war, und half damit der Auswahlmannschaft zum direkten Wiederaufstieg in die Top-Division, in der er im Folgejahr spielte.
In der Spielzeit 2010/11 trug er erstmals das Trikot der deutschen Herren-Nationalmannschaft, für die er in den Jahren 2014, 2015 und 2017 jeweils an der Weltmeisterschaft teilnahm. Seine internationale Karriere krönte Plachta mit dem Gewinn der Silbermedaille bei den Olympischen Winterspielen 2018 in Pyeongchang und erhielt für diesen Erfolg mit der gesamten deutschen Eishockeyolympiamannschaft das Silberne Lorbeerblatt. Es folgten weitere Auftritte bei den Weltmeisterschaften der Jahre 2019, 2021 und 2022. Dazwischen lag die zweite Nominierung für die Olympischen Winterspiele 2022 in Peking.

## Erfolge und Auszeichnungen
| - 2008 DNL-Meister mit den Jungadler Mannheim - 2009 DNL-Meister mit den Jungadler Mannheim - 2012 Deutscher Vizemeister mit den Adler Mannheim | - 2015 Deutscher Meister mit den Adler Mannheim - 2019 Deutscher Meister mit den Adler Mannheim |

### International
- 2010 Aufstieg in die Top-Division bei der U20-Weltmeisterschaft der Division I, Gruppe A
- 2018 Silbermedaille bei den Olympischen Winterspielen

## Karrierestatistik

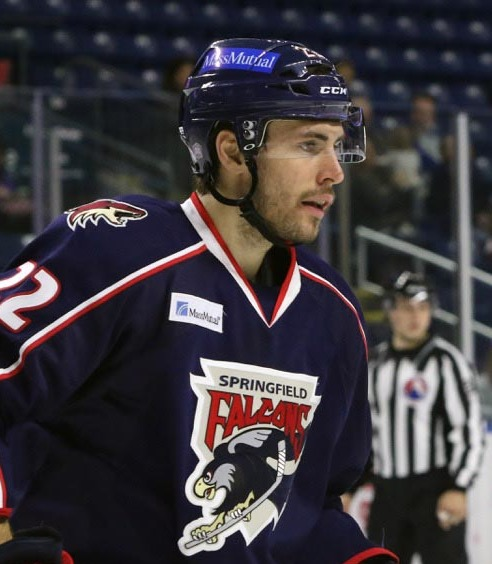
Plachta als Spieler der Springfield Falcons (2016)

Stand: Ende der Saison 2024/25

### International
Vertrat Deutschland bei:
| - World U-17 Hockey Challenge 2008 - U18-Junioren-Weltmeisterschaft 2009 - U20-Junioren-Weltmeisterschaft der Division I 2010 - U20-Junioren-Weltmeisterschaft 2011 - Weltmeisterschaft 2014 - Weltmeisterschaft 2015 - Weltmeisterschaft 2017 | - Olympischen Winterspielen 2018 - Weltmeisterschaft 2018 - Weltmeisterschaft 2019 - Weltmeisterschaft 2021 - Olympischen Winterspielen 2022 - Weltmeisterschaft 2022 |

(Legende zur Spielerstatistik: Sp oder GP = absolvierte Spiele; T oder G = erzielte Tore; V oder A = erzielte Assists; Pkt oder Pts = erzielte Scorerpunkte; SM oder PIM = erhaltene Strafminuten; +/− = Plus/Minus-Bilanz; PP = erzielte Überzahltore; SH = erzielte Unterzahltore; GW = erzielte Siegtore; 1 Play-downs/Relegation; Kursiv: Statistik nicht vollständig)